# N911 (België)
De N911 is een gewestweg in de Belgische provincie Namen. Deze weg vormt de verbinding tussen Beauraing en Rochefort.
De totale lengte van de N911 bedraagt ongeveer 22,5 kilometer.

## Plaatsen langs de N911
- Beauraing
- Gozin
- Focant
- Vignée
- Ciergnon
- Villers-sur-Lesse
- Rochefort

## N911a
De N911a is een aftakking van de N911 bij Rochefort. De route fungeert als toegangsweg tot de industriezone. De totale lengte van de N911a bedraagt ongeveer 1 kilometer.